# Hollis Thompson
Keith Hollis Thompson II (ur. 3 kwietnia 1991 w Los Angeles) – amerykański koszykarz występujący na pozycjach rzucającego obrońcy lub niskiego skrzydłowego.
4 stycznia 2017 został zwolniony przez Philadelphia 76ers. 22 lutego podpisał 10-dniowy kontrakt z New Orleans Pelicans, a następnie 5 marca kolejny. Po upłynięciu umowy powrócił w szeregi Austin Spurs.
10 sierpnia został zawodnikiem greckiego Olympiakos Pireus.
11 października 2019 zawarł umowę z Sacramento Kings na czas obozu treningowego. 20 października opuścił klub.

## Osiągnięcia
NCAA
- Uczestnik turnieju NCAA (2010–2012)
- Zaliczony do składu All-AAC Honorable Mention (2012)[8]

Drużynowe
- Wicemistrz Grecji (2018)
- Finalista pucharu Grecji (2018)